# Anchusa tiberiadis
Anchusa tiberiadis là loài thực vật có hoa trong họ Mồ hôi. Loài này được Post mô tả khoa học đầu tiên năm 1892.